# Principado de Arcot

Emblema del Principado de Arcot.

El principado de Arcot o Principado del Carnático fue un estado de India que existió hasta 1825, periodo en que los soberanos trajeron el título de nawab (nawabs de Arcot hasta 1712, después nawabs del Carnático). En 1825 sus últimos territorios fueron incorporados a los territorios de la Compañía Británica de las Indias Orientales y se extinguió en 1855. Posteriormente una rama colateral de los antiguos soberanos recibió el título de príncipe, que todavía conservan.

## Historia
La región que después formó el principado estaba bajo dominio maratha, como feudatarios del sultán de Bijapur. En 1674 el gobernante maratha de Gingi (feudatario de Bijapur), invitó al presidente británico de Fort Saint George (Madras, moderna Chennai) a abrir un establecimiento a su dominio. Se abrieron negociaciones pero no se hizo nada concreto hasta 1682 cuando se abrió una estación comercial a Cuddalore. El establecimiento fracasó y en 1683 se abrió un segundo establecimiento en Conimeer (Kunimedu), 15 km al norte de Pondicherri y se restauró el de Cuddalore; un pequeño establecimiento se abrió también en Oporto Novo (cerrado en 1687). En 1684 o 1687 Harji Mana, gobernando maratha de Gingi, concedió a los británicos los derechos sobre los tres establecimientos.
El siguiente nawab, Dost Ali Khan (1732-1740), fue derrotado y muerto por los marathes a la batalla del paso de Damalcheruvu a la taluka de Chandragirie, los marathes bajo Hoji Bhonsla asolaron el país; los marathes habían sido llamados por los naiks de Madura en desquite por la anexión de su capital Trichinopoly. Los dos siguientes nawabs, Safdar Ali Khan (1740-1742) y Sano'adat-Allah Khan II (1742-1744) fueron asesinados y el 1749 el nawab Anwar al-Din Muhammad Khan (1744-1749) fueron derrotados y muertos en Ambur, a 80 km al oeste de Arcot, el 31 de julio de 1749, por su rival al cargo Chanda Sahib (1749-1751, yerno de Dost Ali Khan), que tenía el apoyo de Muzafar Jang, nizam del Dekan y los franceses. 
Durante la guerra que siguió a la costa del Coromandel con el nuevo nawab Chanda Sahib, Wala Jah Muhammad Ali, hijo de Anwar al-Din, que se había proclamado nawab (1749-1795) y dominaba Trichinopoly y otros lugares (estaba siendo asediado por Chanda Sahib y los franceses a Trichinopoly), pidió ayuda británica (1750) y los dos pueblos en jagir, que conjuntamente recibieron el nombre de Chinnamanaik, con lo que el pequeño territorio inicial británico fue aumentado. Robert Clive fue enviado por el trabajo y salió de Madras el 25 de agosto de 1751 con 200 soldados europeos y 300 nativos y el día 20 acampó a 15 km de Arcot durante una tormenta; al saber la llegada de los británicos una parte de la guarnición de la ciudad desertó y Clive entró a la ciudadela sin resistencia. 
Chanda Sahib envió 4000 hombres con 150 franceses bajo mando de su hijo Mana Sahib, con órdenes de recuperar la fortaleza. Mana Sahib atacó el 23 de septiembre; el asedio duró 50 días. Entonces Clive recibió ayuda del maratha Morari Rao que hasta entonces era neutral y cuando Mana Sahib lo supo conminó a Clive (que todavía no lo sabía) a rendirse; Clive rehusó; una oferta de dinero que se le hizo fue rehusada igualmente. Mana Sahib decidió asaltar Arcot (14 de noviembre) pero fue rechazado al cabo de una hora y el día siguiente se retiró. Clive pues conservó la ciudad en una defensa brillante y la entregó al aliado británico Wala Jah Muhammad Ali.

## Lista de nawabs
- Zulfikar Ali Khan, 1687-1698
- Daud Khan, 1698-1710
- Muhammad Saadat-Allah Khan Y, 1710-1732
- Dost Ali Khan, 1732-1740 (besnebot)
- Safdar Ali Khan, 1740-1742 (hijo)
- Muhammad Saadat-Allah Khan II, 1742-1744 (hijo)
- Anwar al-Din Muhammad Khan 1744-1749
- Chanda Sahib (Husayn Dost Khan), 1749-1751 (usurpador)
- Wala Jah Muhammad Ali Khan 1749-1795 (hijo de Anwar al-Din)
- Umdut al-Umara, 1795-1801 (hijo)
- Azim al-Dawla, 1801-1819 (sobrino)
- Azam Jah, 1819-1825
- Ghulam Muhammad Ghous Khan 1825, título hasta la muerte el 1855.